# گرومن اف-۱۱ تایگر
گرومن اف-۱۱ تایگر هواگرد جت جنگنده مافوق‌صوت تک‌سرنشین ناونشین است که در شرکت گرومن برای عملیات بر روی ناوهای هواپیمابر ِ نیروی دریایی ایالات متحده طراحی و ساخته شد. اولین نمونه از این هواپیما در سال ۱۹۵۴ پرواز کرده و تولید آن از همین سال آغاز شده و تا سال ۱۹۵۹ حدود دویست فروند از آن به نیروی دریایی ایالات متحده تحویل داده شد.
این جت جنگنده ابتدا اف-۱۱اف نام گرفته بود اما از سال ۱۹۶۲ نام اف-۱۱ تایگر برای آن انتخاب شد. تایگر عمر فعالیت کوتاهی داشت و در سال ۱۹۶۱ از ناوهای هواپیمابر کنار گذاشته شد و پس از آن تا سال ۱۹۶۷ به عنوان هواپیمای آموزشی مورد استفاده قرار می‌گرفت. اف-۱۱ تایگر از سال ۱۹۵۷ بین هواپیماهای گروه نمایش هوایی بلو آنجلز هم قرار داشت و تا سال ۱۹۶۹ که با اف-۴ فانتوم جایگزین شد در نمایش‌های این گروه نظامی آمریکایی شرکت می‌کرد.
اف-۱۱ تایگر دومین جنگنده نیروی دریایی آمریکا (پس از اف-۶ اسکای‌ری) بود که به سرعتی بالاتر از سرعت صوت می‌رسید. سرعت تایگر در ارتفاع ۱۱ هزار متری به ۱۱۷۰ کیلومتر بر ساعت (۱٫۱ ماخ) یعنی تنها ۱۰ درصد بالاتر از سرعت صوت می‌رسید. وزن خالی این هواپیما ۶۲۷۷ کیلوگرم بود و با حداکثر وزن ۱۰۶۶۳ کیلوگرم قادر به برخاست از باند فرود بود. نیروی محرکه این هواپیما را یک موتور توربوجت دارای پس‌سوز Wright J65-W-18 تأمین می‌کرد که ۳۲٫۹ کیلونیوتن در حالت عادی و ۴۶٫۷ کیلونیوتن با روشن کردن پس‌سوز نیروی گشتاوری به آن می‌بخشید. سرعت صعود تایگر ۸۳ متر بر ثانیه، سقف پرواز آن ۱۴۹۰۰ متر و برد عملیاتی آن ۲۰۵۰ کیلومتر بود و توانایی شلیک موشک‌های هوابه‌هوای گرمایاب سایدوایندر را داشت.
گرومن اف-۱۱ نخستین جت جنگنده‌ای است که خودش را سرنگون کرده‌است! در سال ۱۹۵۶ در یک پرواز تمرینی خلبان یک فروند اف-۱۱ تایگر در هنگام یک شیرجه کوتاه اقدام به شلیک با مسلسل ۲۰ میلی‌متری هواپیمای خود کرد. مسیر حرکت گلوله‌ها با مسیر حرکت هواپیما رسیده و با برخورد آن‌ها این جنگنده از کار افتاده و سرنگون شد.

## مشخصات

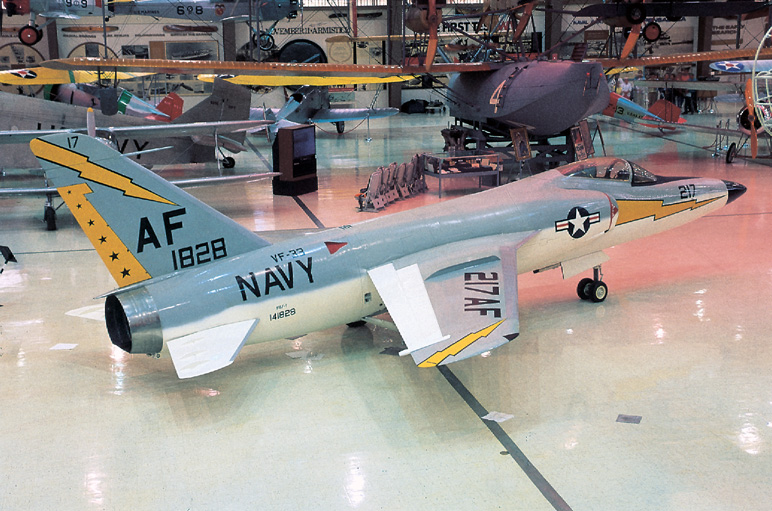
اف-۱۱اف۱ در موزه هوانوردی نیروی دریایی

مشخصات عمومی
- خدمه: یک
- طول: ۴۶ فیت و ۱۱ اینچ (۱۴/۳ متر)
- پهنای بال: ۳۱ فیت و ۷/۵ اینچ (9.6 m)
- ارتفاع: ۱۳ فیت و ۳ اینچ (4.0 m)
- بال: مساحت ۲۵۰ فیت مربع (23 m²)
- وزن خالی: ۱۳۸۱۰ پوند (6,277 kg)
- وزن بارگیری: ۲۱۰۳۵ پوند (9,561 kg)
- بیشینه وزن برخاست: ۲۳۴۵۹ پوند (10,663 kg)
- پیشرانه: ۱× توربوجت رایت جی۶۵ دبلیو-۱۸ 
  - نیرو ی خشک: ۷۴۰۰ پوند نیرو (32.9 kN) هرکدام
  - نیرو با پس سوز ۱۰۵۰۰ پوند نیرو (46.7 kN) هرکدام

 عملکرد 
- سرعت بیشینه: ۱/۱ ماخ (727 mph, 1,170 km/h) در ۱۱۰۰۰ متری
- سرعت پیمایش: ۵۷۷ مایل بر ساعت (929 km/h)
- برد: ۱۲۷۵ مایل (۱٬۱۱۰ ناتیکال مایل، 2,050 km)
- سقف پروازی: ۴۹۰۰۰ فیت (14,900 m)
- نرخ اوج‌گیری: ۱۶۳۰۰ فیت بر دقیقه (83 m/s)
- بارگیری بال: ۸۴ پوند بر فیت مربع (411 kg/m²)
- نسبت نیرو به وزن: ۰/۵۰

جنگ‌افزار

- توپها: ۴×توپ ۲۰ میلیمتری کلت ام‌کا ۱۲
- جایگاه‌ها: ۴ همراه با قابلیت برای حمل ترکیبی از:
  - موشکها: ۴×ایم-۹ سایدوایندر